# Katarzyna Marciniak (etnolog)
Katarzyna Marciniak – polska etnolog, dr hab. nauk humanistycznych, profesor uczelni Wydziału Antropologii i Kulturoznawstwa Uniwersytetu im. Adama Mickiewicza w Poznaniu.

## Życiorys
13 listopada 1995 obroniła pracę doktorską Historyczne i estetyczne aspekty dynamiki rozwoju Sanktuarium Matki Bożej Licheńskiej koło Konina i jego ludowa percepcja, 27 czerwca 2011 habilitowała się na podstawie oceny dorobku naukowego i pracy zatytułowanej Oblicza wielkopolskiego pielgrzymowania. Studium etnologiczne na przykładzie sanktuariów maryjnych. Została zatrudniona na stanowisku adiunkta w Instytucie Etnologii i Antropologii Kulturowej na Wydziale Historycznym Uniwersytetu im. Adama Mickiewicza w Poznaniu.
Objęła funkcję profesora uczelni na Wydziale Antropologii i Kulturoznawstwa Uniwersytetu im. Adama Mickiewicza w Poznaniu.